# Calogero Lo Bue
Calogero Lo Bue (Prizzi, 12 febbraio 1887 – Corleone, 13 febbraio 1953) è stato un mafioso italiano, boss della famiglia di Corleone dal 1930 al 1945.

## Biografia
Nacque a Prizzi, in provincia di Palermo, nel 1887. Gabellotto del feudo Donna Beatrice in Corleone, divenne boss del paese in sostituzione di Angelo Gagliano, assassinato nel 1930.
In qualità di capo della famiglia di Corleone si dedicò principalmente ad attività quali contrabbando, estorsione e ricettazione. La sua leadership dovette anche affrontare la repressione fascista, che stava indebolendo le cosche del palermitano, anche se la famiglia di Corleone non fu particolarmente colpita. Nel 1945, il ruolo di capo della cosca corleonese fu assunto da Michele Navarra, che sarebbe stato designato già due anni prima dallo stesso Lo Bue quale suo successore. Conservò comunque una posizione all'interno del clan, dove svolse la funzione di "moderatore".
Morto a Corleone nel 1953 a causa di complicazioni dovute al diabete, due dei suoi figli, Giovanni e Pasquale, fecero anch'essi parte della cosca; il fratello minore Carmelo, fedele al boss Navarra, fu ucciso nel 1958 da sicari della fazione capeggiata da Luciano Liggio.